# گوجار
گوجار، روستایی است از توابع بخش سیلوانه و در شهرستان ارومیه استان آذربایجان غربی ایران.

## جمعیت
این روستا در دهستان دشت قرار داشته و دارای بیشترین زمین زراعی در منطقه است و بر اساس سرشماری سال ۱۳۸۵ جمعیت آن ۱۰۱۲ نفر (۱۵۱ خانوار) بوده‌است و بیشترین جمعیت این روستا را دو طایفه سادات نهری (گیلانی) و بیگ‌زاده تشکیل می‌دهند.